# Činghaj (jezero)
Činghaj (kitajsko: 青海湖, pinjin Qīnghǎi Shěng) je slano endoreično jezero, ki leži na severovzhodnem robu Tibetanske planote v istoimenski provinci osrednje Kitajske. S površino približno 4300 km² je največje kitajsko jezero; njegova imena v kitajščini (kitajsko: 青海湖), (mongolsko ᠬᠥᠬᠡ ᠨᠠᠭᠤᠷ, Koko Nor) in tibetanščini (མཚོ་སྔོན་པོ།, Tso Ngonpo) pomenijo »modro jezero«, kar se nanaša na azurno modro barvo vode. Zapolnjuje tektonsko kotanjo brez odtoka v gorovju Qilian na nadmorski višini skoraj 3200 m, obkroženo z vrhovi, s katerih ga napaja množica stalnih ali začasnih vodotokov.
Prispevno območje dobi le malo padavin, na letni ravni je nad samim jezerom stopnja izhlapevanja trikrat večja od padavin. Hkrati se nad njim križajo vplivi vzhodnoazijskega monsuna, indijskega poletnega monsuna in zahodno usmerjenega vetrovnega stržena, zato je jezero občutljivo na podnebne spremembe. Skozi 20. stoletje je bilo opazno nižanje vodne gladine, zaradi česar je ob robu nastalo več hčerinskih jezer v plitvih kotanjah, od začetka 21. stoletja pa se jezero Činghaj spet povečuje.
Okrog jezera od leta 2002 poteka večetapna kolesarska dirka okoli jezera Činghaj.

## Ime
Činghaj je romanizirana standardna kitajska pinjin izgovorjava imena 青海. Čeprav sodobna kitajščina razlikuje med modro in zeleno barvo, tega razlikovanja v klasični kitajščini ni bilo. Barva 青 (čīng) je bila 'ena' barva, ki je vključevala modro in zeleno kot ločena odtenka. Ime se tako različno prevaja kot »Modro morje«, "Green Sea", "Blue-Green Sea", »Zeleno morje«, »Modro-zeleno morje«, »Modro/zeleno morje«, itd. Kitajska Han je nekaj časa po vojnah s Šjongnuji povezovala jezero z domnevnim legendarnim »Zahodnim morjem« za uravnoteženje Vzhodnokitajskega morja, toda ko se je Hansko cesarstvo razširilo zahodneje v Tarimsko kotlino, so naziv prevzela druga jezera.
Romanizacija kitajskega poštnega zemljevida je imela mongolsko ime ᠬᠥᠬᠡ ᠨᠠᠭᠤᠷ. Pri Mongolih je barva jezera nedvoumno označena kot modra, vendar klasična mongolščina ni razlikovala med jezeri in večjimi vodnimi telesi. Kitajsko ime, ki uporablja 'morje' namesto 'jezero', je torej preveč dobeseden kalk tega imena, ki so ga uporabljali Zgornji Mongoli, med katerimi so nekateri sestavljali lokalni vladajoči razred med standardizacijo zahodnega Kitajski toponimi v dinastiji Čing. Podobno uporabo kitajske besede za 'morje' za prevod mongolskih jezerskih toponimov lahko opazimo tudi drugod v okolici Činghaja, kot pri jezeru Heihai ('Črno morje') v gorovju Kunlun.
Tibetanci so to ime tudi ločeno označili kot tibetansko: tibetanščina: མཚོ་སྔོན་པོ་, Wylie: Mtsho-sngon-po, THL: Tso ngönpo »Modro jezero, morje«.

## Geografija
Jezero Činghaj leži približno 100 kilometrov zahodno od Šininga v kotanji Tibetanske planote na 3205 metrih nadmorske višine. Leži med tibetansko avtonomno prefekturo Haibei in tibetansko avtonomno prefekturo Hainan v severovzhodnem Činghaju na severozahodu Kitajske. Jezero je nihalo v velikosti, krčilo se je večji del 20. stoletja, vendar se je od leta 2004 povečalo. Imelo je površino 4317 kvadratnih kilometrov, povprečno globino 21 metrov in največjo globino 25,5 m leta 2008.
Triindvajset rek in potokov se izliva v jezero Činghaj, večina je sezonskih. Pet stalnih tokov zagotavlja 80 % celotnega dotoka. Relativno nizek dotok in visoka stopnja izhlapevanja sta spremenila Činghaj v slano in alkalno stanje; koncentracija soli je trenutno približno 1,4 % teže (koncentracija soli v morski vodi je približno 3,5 %), s pH 9,3. Od zgodnjega holocena se mu je slanost in bazičnost povečala.
Na konici polotoka na zahodni strani jezera sta Kormoranov otok in Jajčni otok, skupaj znana kot Ptičji otoki.
Jezero Činghaj je postalo izolirano od Rumene reke pred približno 150.000 leti. Če bi se gladina dvignila za približno 50 metrov, bi bila povezava z Rumeno reko ponovno vzpostavljena prek nizkega prelaza na vzhodu, ki ga uporablja cesta S310.
Pred 18.000 leti, takoj po koncu zadnjega ledeniškega maksimuma, je bila gladina jezera Činghaj približno 30 metrov nižja kot danes. Med 15.600 in 10.700 leti se je gladina jezera sekularno dvignila na okoli 10 metrov nižje od sedanje gladine jezera, nato pa je nekoliko upadla do pred približno 9200 leti, ko se je ponovno začela dvigovati. Pred približno 5900 leti je gladina jezera dosegla vrh, nekaj metrov višji kot danes, preden je ponovno upadla med regionalnim trendom ohlajanja in sušenja do pred 1400 leti, ko je bila manj kot 10 metrov nižja od povprečne sodobne ravni. Nato so začele ponovno naraščati, dokler niso dosegle sedanje ravni.
Jezero pozimi pogosto ostane zamrznjeno neprekinjeno tri mesece.

### Ekologija
V jezeru prevladujejo krapovci, ki jih okoliški prebivalci lovijo za hrano, še bolj pa je znano po bogatih pašnikih v okolici. Krčenje v preteklem stoletju je imelo občuten negativen vpliv na okoliško območje, z začetki dezertifikacije in manjšanjem stopnje biotske raznovrstnosti.
Poleg tega ima velik pomen kot križišče več selitvenih poti ptic, katere ga obiščejo na postanku ali tu gnezdijo, med njimi tudi redke in zaščitene vrste. Znamenit je predvsem Ptičji otok ob severozahodni obali, vpadljiv skalnat steber, kjer redno počivajo številne ptice. Zaradi svoje lokacije jezero vzbuja skrb kot možno žarišče ptičje gripe, virus bi se namreč s tega križišča lahko razširil po večjem delu Evrazije.

## Zgodovina
Med obdobjem [[dinastija Han|dinastije Han]g (206 pr. n. št.–220 n. št.) je v dolini Šining na vzhodu živelo precejšnje število Han Kitajcev. V 17. stoletju so se mongolsko govoreča plemena Oirat in Khalkha preselila v Činghaj in postala znana kot Činghaj Mongoli. Leta 1724 so se Činghaj Mongoli pod vodstvom Lobzanga Dandžina uprli dinastiji Čing. Cesar Jongdženg je po zadušitvi upora Činghaju odvzel avtonomijo in uvedel neposredno vladavino. Čeprav je nekaj Tibetancev živelo okoli jezera, so Čing ohranili upravno delitev iz časa Güši Kana med zahodno kraljestvo dalajlame (nekoliko manjše od sedanje Avtonomne pokrajine Tibet) in območja, naseljena s Tibetanci, na vzhodu. Jongdženg je poslal tudi mandžurske in hanske naseljence, da bi zmanjšali število Mongolov.
Med nacionalistično vladavino (1928–1949) so Hani predstavljali večino prebivalcev province Činghaj, čeprav so kitajski muslimani (Hui) prevladovali v vladi. General Kuomintanga Hui Ma Bufang, ki je povabil kazahstanske muslimane, se je pridružil guvernerju Činghaja in drugim visokim Činghaj in nacionalnim vladnim uradnikom pri izvedbi skupne slovesnosti ob jezeru Kokonuur za čaščenje Boga jezera. Med obredom so zapeli kitajsko himno in vsi udeleženci so se priklonili portretu ustanovitelja Kuomintanga Sun Jatsena ter bogu jezera. Udeleženci, tako Han kot muslimani, so darovali bogu.
Po kitajski revoluciji leta 1949 so se begunci protidesničarskega gibanja iz 1950-ih naselili na območju zahodno od jezera Činghaj. Po kitajski gospodarski reformi v 1980-ih, ki so jo pritegnile nove poslovne priložnosti, se je migracija na to območje povečala, kar je povzročilo ekološke obremenitve. Pridelava sveže trave v okrožju Gangča severno od jezera se je leta 1987 zmanjšala s povprečnih 2057 kilogramov na hektar na 1271 kg/ha. Leta 2001 je kitajska državna gozdarska uprava uvedla Kampanjo »Upokojimo poljščine, obnovimo travnike« (退耕，还草) in začeli z zaplembo orožja tibetanskih in mongolskih pastirjev, da bi ohranili ogroženo gazelo Przewalskega (Procapra przewalskii).
Pred šestdesetimi leti se je v jezero izlivalo 108 sladkovodnih rek. Od leta 2003 je usahnilo 85 % rečnih ustij, vključno z največjim pritokom jezera, reko Buha. Med letoma 1959 in 1982 je prišlo do letnega padca vodne gladine za 10 centimetrov, ki se je med letoma 1983 in 1989 obrnila s hitrostjo 10 cm/leto, vendar od leta 1989 še naprej pada. Kitajska akademija znanosti je leta 1998 poročala, da jezeru znova grozi izguba površine zaradi prekomerne paše živine, melioracije zemljišč in naravnih vzrokov. Površina se je v obdobju od 1908 do 2000 zmanjšala za 11,7 %. V tem obdobju so bile izpostavljene višje jezerske površine in številna vodna telesa ločena od preostalega glavnega jezera. V 1960-ih se je na severu pojavilo 48,9 kvadratnih kilometrov veliko jezero Gahai (尕海, Gǎhǎi); Jezero Šadao (沙岛, Shādǎo), ki pokriva površino 19,6 km² na severovzhodu, je sledilo v 1980-ih, skupaj z jezerom Haiyan (海晏, Hǎiyàn) s 112,5 km². Leta 2004 se je odcepilo še eno 96,7 km² veliko hčerinsko jezero. Poleg tega se je jezero sedaj razdelilo na pol ducata manjših jezer na meji. Provincialni center za daljinsko zaznavanje Činghaj je ločitev jezera Činghaj pripisal krčenju vodne površine zaradi znižane gladine vode in dezertifikacije v regiji. Vodna površina se je v zadnjih treh desetletjih zmanjšala za 312 km².

## Kultura
V zahodnem delu jezera je otok s templjem in nekaj puščavniki, imenovanimi »Mahādeva, srce jezera« (mTsho snying Ma hā de wa), ki je bil v zgodovini dom budističnega samostana. Tempelj so uporabljali tudi za verske namene in obrede. Poleti niso uporabljali nobenega čolna, zato so menihi in romarji potovali tja in nazaj šele, ko je jezero pozimi zamrznilo. Nomad je opisal velikost otoka z besedami: »če začne zjutraj koza brskati po travi okoli sebe v smeri urinega kazalca in njen kozliček v nasprotni smeri urinega kazalca, se bosta srečala šele ponoči, kar kaže, kako velik je otok. je.« Znan je tudi kot kraj, kamor so se Gušri Kan in drugi Khošut Mongoli preselili v 1620-ih.
Jezero trenutno obkrožajo romarji, predvsem tibetanski budisti, zlasti vsako konjsko leto 12-letnega cikla. Nikolaj Mihajlovič Prževalski je ocenil, da bi trajalo približno osem dni s konjem ali 15 hoje, da bi obkrožili jezero, vendar romarji poročajo, da je trajalo približno 18 dni na konju, eden pa je potreboval 23 dni hoje, da bi dokončal krog.

## Galerija
- Polja ogrščice
- Travnik ob jezeru
- Samostan Gja'ji (རྒྱ་ཡེ་དགོན) ob jezeru Činghaj
- Jurta na obali